# Richard Serraria
Richard Serraria, nome artístico de Richard Belchior Klipp Burgdurff (Porto Alegre, 6 de janeiro de 1971) é um compositor, cantor e poeta brasileiro. É graduado em Letras pela Universidade Federal do Rio Grande do Sul, mestre em Literatura Brasileira pela mesma universidade, ex-professor universitário e agitador cultural na cena de Porto Alegre.

## Biografia
Serraria, vocalista e compositor da banda porto-alegrense Bataclã FC, tornou-se um importante agitador cultural há 15 anos, quando o fanzine editado por ele, Altair Martins e Luiz Roberto Deschamps, dentre outros, chamado Notas marginais, causou grande impacto entre os literatos e professores da Universidade Federal do Rio Grande do Sul, onde era estudante.
Roqueiro e poeta até então, tendo publicado poemas no jornal "Falares" do Instituto de Letras da UFRGS, e tocado contrabaixo em bandas de rock, nesta época despertou o seu interesse pela mistura de rock com música brasileira feita por grupos como Chico Science & Nação Zumbi e Mundo Livre S.A.. 
Em 1999 foi a Pelotas e trouxr um exemplar de sopapo, tambor afro-gaúcho construído por Mestre Baptista nas oficinas preparatórias do Projeto Cabobu, introduzindo o instrumento entre os artistas de música afro-contemporânea do Rio Grande do Sul. Com a Bataclã FC tocou em 2001 na Argentina; em 2002, no Fórum Social Mundial em Porto  Alegre, para 55 mil pessoas no Anfiteatro Pôr-do-Sol; em 2005 em Salvador, sendo que nesse mesmo ano a banda foi patrona da Feira do Livro de Novo Hamburgo, em função das letras de Richard Serraria. Esteve ainda em 2006 em Brasília, tocando com a Bataclã FC, que segue na ativa.
Em 2008 lançou seu primeiro disco solo chamado Vila Brasil, que em 2010 recebeu distribuição nacional da Tratore, a partir de uma parceria com o selo Sete Sóis de São Paulo, tendo feito show de lançamento no Centro Cultural São Paulo, na capital paulista.
Em janeiro de 2009 participou e tocou na Campus Party em São Paulo, e iniciou com o Teatro Mágico e GOG, o Movimento Música Para Baixar, pensando novas formas de distribuição de conteúdos culturais livres, melhor remuneração para a cadeia produtiva da música e ainda as novas configurações do direito autoral no século XXI. Em 2009 ainda participou do Unimúsica, tocando no Salão de Atos da Reitoria da UFRGS, em evento que teve participação também de Lenine, Arnaldo Antunes, Fred Martins, Leandro Maia e Kristoff Silva, entre outros.
Em 2010, gravou o segundo trabalho solo intitulado Pampa Esquema Novo, com participação de Zeca Baleiro, além de outros importantes músicos, como o uruguaio Jorge Drexler, com quem já cantou em Buenos Aires, Montevidéo e Porto Alegre. Nesse disco há ainda as participações especiais dos uruguaios Sebastian Jantos, Javier Cardellino, Juan Schellemberg, Sérgio Astengo e Martina Gadea. Também participaram o argentino Pablo Grinjot e os gaúchos Marcelo Delacroix, Vanessa Longoni, Angelo Primon, Lucas Kinoshita, Mimo Ferreira, Filipe Narcizo, Marietti Fialho, Andréa Cavalheiro, Kako Xavier, Mateus Kléber e Alessandro Brinco (mestre de bateria dos Imperadores do Samba). 
Richard se considera um cancionista, sendo para ele "a canção um casamento entre poesia e música, palavra cantada, língua falada que vira música". Assim, na vida diária segue "reciclando palavras, melodias e ruídos",.

## Prêmios e indicações

### Prêmio Açorianos
| Ano  | Categoria              | Indicação                                                 | Resultado |
| ---- | ---------------------- | --------------------------------------------------------- | --------- |
| 2002 | Compositor de Pop/Rock | Richard Serraria                                          | Venceu    |
| 2002 | Intérprete de Pop/Rock | Richard Serraria                                          | Indicado  |
| 2006 | Compositor de Pop      | Richard Serraria                                          | Venceu    |
| 2011 | Arranjador             | Angelo Primon e Richard Serraria (por Pampa Esquema Novo) | Venceu    |
| 2011 | Produtor Musical       | Angelo Primon e Richard Serraria (por Pampa Esquema Novo) | Indicado  |
| 2011 | Compositor de MPB      | Richard Serraria                                          | Indicado  |
| 2011 | Disco de MPB           | Pampa Esquema Novo                                        | Indicado  |

Com a banda Bataclã FC, ganhou dois prêmios açorianos, o prêmio mais importante da música gaúcha, de melhor grupo pop rock em 2002 e 2006.
Em 2005 e 2006 ganhou o prêmio de melhor letrista no Festival de Música de Porto Alegre. 
Em 2009 dividiu o prêmio de melhor letrista do Prêmio Uirapuru de Música Brasileira com Tom Zé .